# OLS Oulu
Oulun Luistinseura is een Finse sportclub uit het noordwestelijke Oulu. De club werd opgericht in 1880 en speelt haar thuiswedstrijden in het Raattistadion. De club, waarvan de voetbalafdeling de bekendste is, wordt kortweg OLS genoemd.

## Erelijst
- geen

## Bekende spelers en trainers uit het verleden
- Alexei Eremenko Sr.
- Kalevi Immonen
- Jari Jäväjä
- Petri Kokko
- Antti Niemi
- Mika Nurmela
- Ville Nylund
- Jarkko Okkonen